# デイビッド・パルマー
デイビッド・パルマー（David Palmer、1982年1月12日 - ）は、アメリカ合衆国・カリフォルニア州出身のプロバスケットボール選手である。ポジションはフォワード。背番号12。201cm、97kg。

## 人物
サザンユタ大学で活躍し、卒業後、チェコリーグを経て、2005年に大阪エヴェッサ入団。大阪エヴェッサが誇るシックスマンで、3ポイントシュートの名手であり、インサイドに切り込んで豪快なダンクを決めることもできる。2005-06シーズンは右肩の脱臼で6試合欠場したものの、エヴェッサの優勝に貢献したが、その年限りで退団することが決まった。その後ダコタ・ウィザーズからドラフト2位での指名を受け、入団することが決まった。ダコタ・ウィザーズでの背番号は22。
2009年オフ、エヴェッサに復帰。
2010年開幕直後、琉球ゴールデンキングスへ移籍。2012年、京都ハンナリーズに移籍。2015年12月6日の福島ファイヤーボンズ戦をもって現役を引退した。

## パルマーの活躍

### ダブルオーバータイムでのフリースロー
2007年2月24日に大阪市中央体育館で行われた新潟アルビレックスBB戦は、新潟ペースでゲームが進む中、第4クォーターに大阪が追い上げを見せる。そして1点を追うエヴェッサは試合終了間際、パルマーがゴール前にドリブルで持ち込み、2点シュートを放つも失敗。この時点で残り時間はなくなっていたが、新潟にパーソナルファウルがあり、パルマーに2本のフリースローが与えられる。1本目を冷静に決めたパルマーだが、2本目を失敗。勝負の行方はオーバータイムに持ち込まれた。オーバータイムでは大阪ペースで進むが、試合終了間際に2点を追う新潟のニック・デービスが2点シュートを決め、同点。しかも大阪にファウルがあり、デービスにフリースローが与えられた。この時点で時計は0を示していなかったが、決められれば大阪の敗戦が濃厚になる。しかし、デービスはこのフリースローを外し、オーバータイムでも決着が着かず、ダブルオーバータイムに持ち込まれる。試合終了間際、1点を追う大阪はパルマーがゴール前でシュートを放つも失敗。しかし新潟にパーソナルファウルがあり、パルマーに2本のフリースローが与えられる。事実上、残り時間はほとんどなく、大阪が勝利するためには、パルマーがフリースローを2本決めるしかなかった。パルマーはこれを2本とも決めた。新潟は最後の攻撃を試みるも、シュートは外れ、85-84で大阪エヴェッサが逆転勝利をおさめ、4000人以上のブースターを興奮の渦に巻き込んだ。

### 1クォーター26得点
2007年3月11日の仙台89ERS戦の第3クォーター、仙台にリードを許した大阪は、チグハグな攻撃が続き、仙台との得点差が縮まらない。しかし、パルマーがこの苦しい状況を打開する。パルマーの放ったシュートは大阪に勢いをもたらし、仙台に追いつき逆転にも成功する。これから一気に大阪ペースで試合が進み、最終的には、101-86で大阪が勝利を収めた。パルマーはこの日第3クォーターだけで、1つのクォーターにおける得点数26点を挙げるリーグ新記録を叩き出し、1試合における得点数歴代2位（当時）の42得点を挙げ、勝利に貢献し、パルマーは週間MVPを獲得した。

### 2006-2007ファイナル
bjリーグの2006-2007ファイナル4では、セミファイナル・大分ヒートデビルズ戦では27得点を、ファイナル・高松ファイブアローズ戦では、33点を挙げ、大阪エヴェッサの2連覇に貢献。パルマーは年間MVPに選ばれた。

### 現役最後の試合でMVP
2015-16シーズンは京都と契約し主力としてプレーしていたが、怪我と健康上の理由により現役を続けることが難しくなり現役引退を決断。12月5日・6日の福島戦が最後の試合となった。プレーに集中したい、ブースターと会うのが辛くなる等の理由により引退はチーム内のみに止め事前の公表はしなかった。トリプルオーバータイムに縺れた5日の福島戦は、49分間の出場で30得点19リバウンドを記録、6日も28得点14リバウンド、更にリーグ得点王のナッシュを9得点に抑え、連勝に貢献。この活躍で週間MVPに選出された。その後、8日に引退が公表された。

## 主な成績

### bjリーグレギュラーシーズン
| シーズン         | チーム | GP | GS | MPG  | FG%  | 3P%  | FT%  | RPG | APG | SPG | BPG | TO  | PPG  |
| ---------------- | ------ | -- | -- | ---- | ---- | ---- | ---- | --- | --- | --- | --- | --- | ---- |
| bjリーグ 2005-06 | 大阪   | 34 | 6  |      |      |      |      |     |     |     |     |     | 17.6 |
| bjリーグ 2006-07 | 大阪   | 40 | 19 |      |      |      |      |     |     |     |     |     | 17.4 |
| bjリーグ 2009-10 | 大阪   | 46 | 21 |      |      |      |      |     |     |     |     |     | 14.4 |
| bjリーグ 2010-11 | 琉球   | 32 | 6  |      |      |      |      |     |     |     |     |     | 13.5 |
| bjリーグ 2011-12 | 琉球   | 38 | 7  |      |      |      |      |     |     |     |     |     | 11.9 |
| bjリーグ 2012-13 | 京都   | 46 | 46 | 29.9 | .446 | .395 | .893 | 4.9 | 1.8 | .6  | .7  | 1.8 | 14.0 |
| bjリーグ 2013-14 | 京都   | 48 |    | 28.6 | .436 | .429 | .870 | 5.1 | 1.9 | .8  | .4  | 1.8 | 14.1 |
| bjリーグ 2014-15 | 京都   |    |    |      |      |      |      |     |     |     |     |     |      |
| bjリーグ 2014-15 | 京都   | 18 | 10 | 22.3 | .500 | .362 | .897 | 5.1 | 1.4 | 0.7 | 0.3 | 2.0 | 13.1 |